# Ludovico III Gonzaga
Ludovico III Gonzaga, född 1412, död 1478, var regerande länsherre i Mantua. Han var regerande markis av Mantua mellan 1444 och 1478.